# Friede von Bukarest (1918)
Der Friede von Bukarest von 1918 bezeichnet den Friedensvertrag am Ende des Ersten Weltkriegs zwischen Rumänien und den Mittelmächten. Er wurde am 7. Mai 1918 geschlossen.  Er folgte dem Waffenstillstand von Focșani vom 9. Dezember 1917 und dem Vorfrieden von Buftea vom 5. März 1918. Die Annullierung des Bukarester Friedens war eine der Bedingungen des Waffenstillstands vom 11. November 1918.

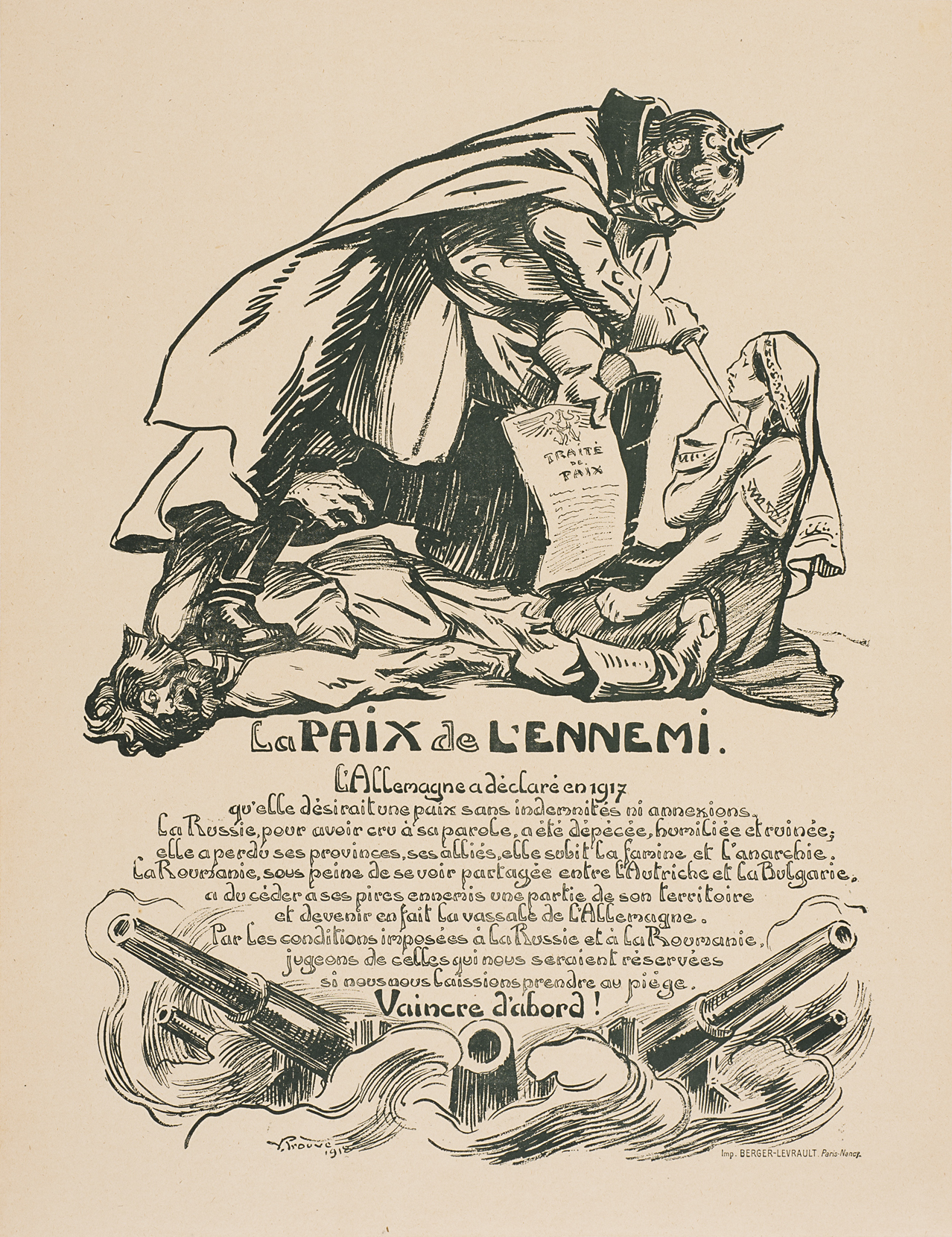
Antideutsches Propagandaplakat über die Vertragsunterzeichnung.

## Wichtigste Beschlüsse

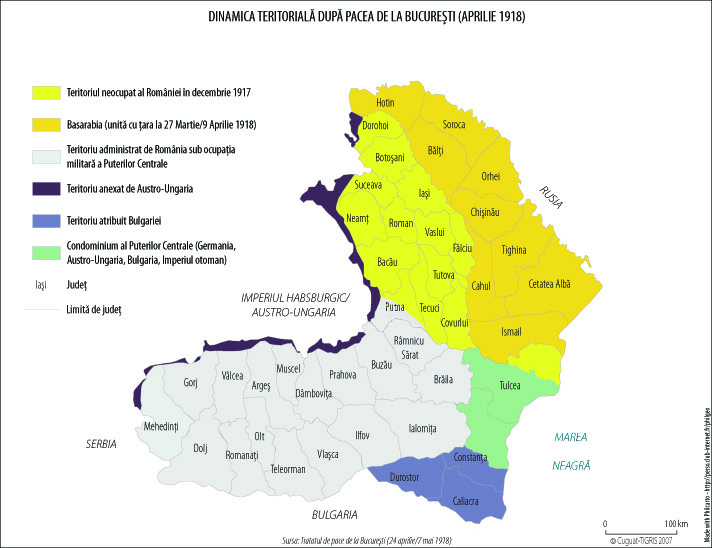
Rumänien annektiert Bessarabien (dunkelgelb), die Norddobrudscha (grün) bleibt von den Mittelmächten besetzt, Österreich-Ungarn annektiert die Karpatenpässe (dunkelblau) und Bulgarien die Süddobrudscha und Teile Norddobrudschas (blau)

- Rumänien scheidet aus dem Krieg aus
- Ende der deutschen Besetzung
- Süddobrudscha und Teile der Norddobrudscha fallen an Bulgarien
- Die Mittelmächte erhalten Nutzungsrechte an den rumänischen Ölvorkommen
- Rumänien verzichtet auf einige Gebirgsregionen und Karpatenpässe zugunsten Österreich-Ungarns.

## Gebietsabtretungen

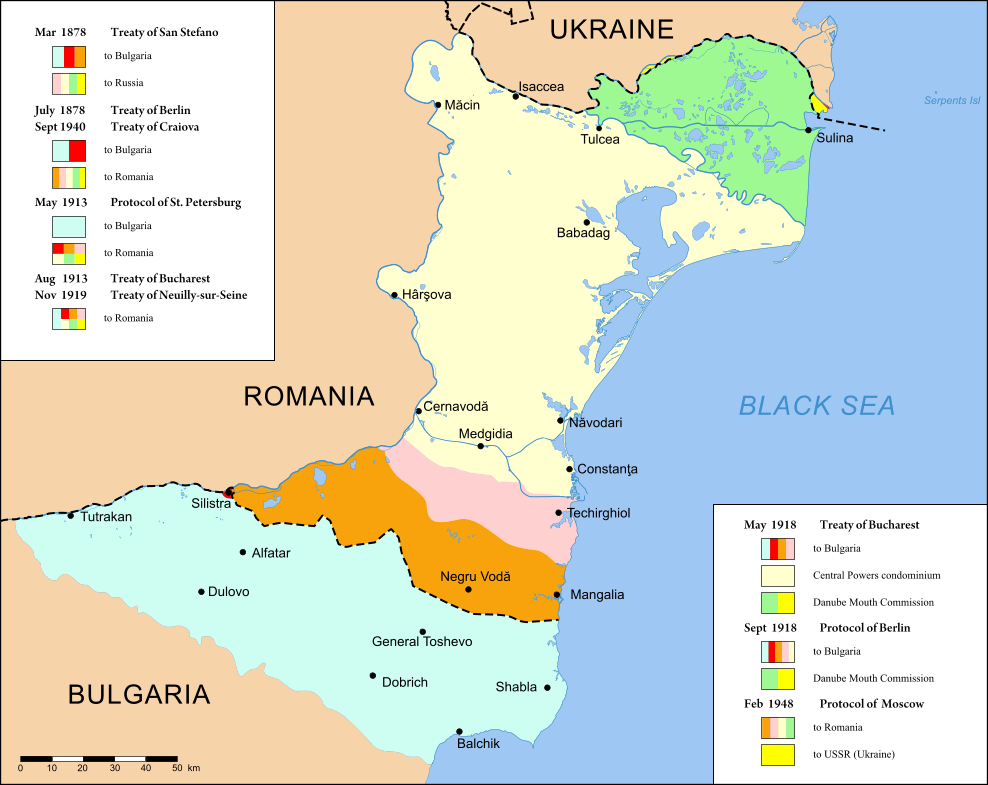
Die in Blau, Orange und Rosa gefärbten Gebiete wurden von Bulgarien annektiert

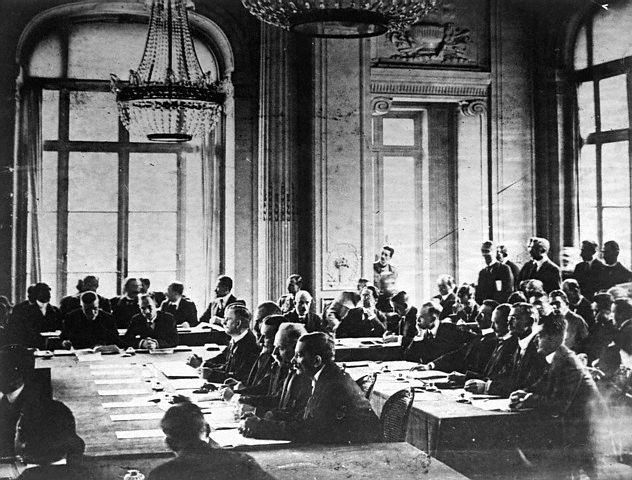
Delegierte bei der Verhandlung

Nach dem Kriegseintritt Rumäniens auf Seiten der Alliierten im Jahr 1916 wurde das Land im Rumänienfeldzug 1916/17 vom Vierbund besiegt. Der Kronrat stimmte für die Aufnahme von Friedensverhandlungen. Rumänien war gezwungen, mit den Mittelmächten am 5. März 1918 in Buftea einen vorläufigen Friedensvertrag zu vereinbaren, mit dem die Dobrudscha an die Mittelmächte abgetreten wurde. Dieser vorläufige Friedensvertrag wurde zwei Monate später mit der Unterzeichnung des Friedensvertrages vom 7. Mai 1918 in Bukarest bekräftigt. Danach erhielt Bulgarien die Süddobrudscha zurück und einen Teil der Norddobrudscha. Somit wurde die alte Grenze zwischen Bulgarien und Rumänien vor dem Zweiten Balkankrieg wiederhergestellt.
Nach dem Rücktritt von Alexandru Averescu infolge der Gebietsabtretungen wurden die ursprünglichen Forderungen Österreich-Ungarns auf ein Fünftel reduziert, um dem neuen Ministerpräsidenten Alexandru Marghiloman entgegenzukommen. Trotz detaillierter Festlegung und einer beigefügten Karte führte die mangelnde Genauigkeit bei der Vermessung vor allem auf Seiten der Entente zu übertriebenen Spekulationen über die Grenzkorrektur, die von 5.000 bis 15.000 km² und von 20.000 bis 130.000 Einwohnern reichten. In Wirklichkeit waren es etwa 5.400 km².
Die Mittelmächte errichteten im übrigen Teil der Norddobrudscha als Schutzgebiet ein Kondominium. Es erstreckte sich nach Norden bis zum südlichen Arm des Donaudeltas. Bulgarien war mit dem Auseinanderreißen der Dobrudscha nicht einverstanden und verlangte die Eingliederung des gesamten Gebiets in das bulgarische Territorium.
Nach den Verhandlungen am 25. September 1918 in Berlin wurde zwischen Deutschland, Österreich-Ungarn, dem Osmanischen Reich und Bulgarien ein Protokoll über die Abtretung der Norddobrudscha an Bulgarien unterzeichnet, in dem sich Bulgarien im Gegenzug verpflichtete, das linke Ufer der Mariza an das Osmanische Reich zurückzugeben. Damit war zum ersten und letzten Mal die gesamte Dobrudscha ein Teil des Territoriums des dritten bulgarischen Staates. Vier Tage später musste Bulgarien vor der Entente kapitulieren; am 29. September 1918 wurde der Waffenstillstand von Thessaloniki unterzeichnet.
Das rumänische Parlament ratifizierte den Bukarester Vertrag bis zum Kriegsende nicht, sondern schob den Zeitpunkt immer weiter hinaus, bis der Zusammenbruch der Mittelmächte ihn hinfällig machte. Infolge der Pariser Vorortverträge wurde der Vertrag schließlich auch für die Seite der Mittelmächte annulliert.